# パーランクー
パーランクー（英: Paranku）は、沖縄県でお盆の時期に踊られる伝統芸能であるエイサーにおいて使用される片面皮張りの手持ち太鼓。踊りながら、桴（ばち）で叩いて音を出す。胴に皮を張り、皮を振動させて音を出す膜鳴楽器の一種。

## 歴史
久米村に伝来した中国系の打楽器で、渡来年は不明とされている。語源は、「クー」が「鼓」だが「パーラン」に当てはまる漢字はなく、「パーラン」は「パージャオ」という蛇皮を張った片面の八角鼓から来たという説や、打音が「パーラン」と聞こえたからという説など、諸説ある。
太鼓エイサーにおいては、地域の集落単位で若者を中心として結成された一団（青年会）のなかで、太鼓打ち（たいこうち、テークウチ）の役割を受け持つ担当者によって、直径50cmほどの大太鼓（ウフデークー）、鼓のような形をした直径30cmほどの締太鼓（シメデークー）、そしてパーランクーが演奏されてきた（地域によってパーランクーのみ、大太鼓と締太鼓のみといった構成が異なる場合も多々ある）。パーランクーを持って踊るのは歴史的には男性とされてきたが、現在では女性が行うこともある。
近年、エイサーが全国的に踊られるようになり、パーランクーの需要が増えたことで、その生産は国内に限らず中国やベトナムなど国外に依存するようになってきている。

## 特徴
パーランクーは、円形のフレームドラムで、その上に牛の皮が取り付けられている。フレームのサイズは直径20cmほどとなっており、ドーナツ状で厚みがある木製の胴は片手で握って固定しやすくなっている。胴の色は赤く塗られている場合が多い。皮は側面に複数の丸頭釘で釘打ちされる。木製で長さ30cmほどの棒状の桴を使い、打面を叩いて音を出す。